# Kurigalzu I.
Kurigalzu I. byl kassitský král Babylonie v období kolem r. 1390 př. n. l.
Kurigalzu I. přesunul královské sídlo z Babylónu do nově vybudovaného města Dur-Kurigalzu (Pevnost Kurigalzova, nyní hradiště Akarkuf). Místo bylo vybráno pro svou strategickou polohu v severní části Mezopotámie a pro relativně jednoduchou obhajitelnost proti případným útokům. Nové město zdobily bohaté paláce a mnoho chrámů.
Kurigalzu používal poměrně zvláštní titul „král rovných (sobě) mezi svými předchůdci“ a titul Sargona I. „král mnohých/hojných“. Podle vzoru králů z Uru a Isinu byl Kurigalzu považován za boha již byl během jeho života. Své „zbožnění“ ospravedlnil rozhodnutím nikoliv bohů babylonských, ale bohů kassitských – Šumalii a Šukamuny. Těm nechal vybudovat velký chrám přímo v Babylonu. V tomto chrámu byl podle svého prohlášení údajně obdařen božskou září a obdržel insignie královské moci. Zřejmě se přikláněl ve prospěch kultu nippurského boha Enlila (ztotožněného s kassitským Harbem), který soupeřil s babylonským Mardukem. Tím, že přesunul své sídlo z Babylonu, udělil vlastně tomuto městu privilegia: možnost autonomně řídit město jeho obyvateli, osvobození od státních daní atd. Jak zdůrazňují jeho nápisy, to vše dělal kvůli Mardukovi.
S Egyptem měl Kurigalzu přátelské vztahy. Svou dceru poslal do harému faraóna Amenhotepa III., a když se ho syrská města pokoušela zapojit do aliance proti faraonovi, poslal jim úplné odmítnutí z důvodu, že je faraónovým spojencem. Dokonce jim hrozil válkou, jestliže jejich vzpoura bude realizována.
Existují spekulace, že Aššúr byl v nějaké formě na Kurigalzovi závislý nebo byl dokonce jeho vazalským územím. Pokud k tomu ale skutečně došlo, je pravděpodobné, že se jednalo pouze o formální záležitost.
Jeho nejstarší dcera, (podle novobabylonského dokumentu VAT 17020) se provdala za krále Elamu Pahir-Iššana. Nicméně někteří historici se domnívají, že se jednalo o dceru Kurigalzu II.
Přesné údaje o počtu let a délky jeho panování se nedochovala.